# Monte del Sangiatto
Il monte del Sangiatto è una montagna delle Alpi alta 2.387 m s.l.m. della catena delle Alpi Lepontine.

## Descrizione
Si trova nella valle del Devero a sud del Monte Corbernas. Una via di accesso alla cima del monte si sviluppa partendo dall'Alpe Devero e incamminandosi sul sentiero che porta all'Alpe Sangiatto e poi alla Bocchetta di Scarpia. Giunti alla bocchetta si svolta a destra (verso sud-ovest). Da qui si separano la via normale estiva e quella invernale. La via estiva prevede un lungo traverso sul fianco nord del monte. La via invernale, in caso di neve e quindi con un possibile rischio valanghe, prevede una salita diretta alla cima tenendosi sul lato est della fiancata nord durante la quale però vista la pendenza bisogna tenere conto delle condizioni di innevamento.